# Ester méthylique d'huile végétale
Les esters méthyliques d'huiles végétales (EMHV) sont un type de biogazole obtenu à partir d'huiles végétales par une opération de transestérification avec du méthanol. 
Une tonne d'huile avec 0,1 tonne de méthanol produit une tonne d'EMHV et 0,1 tonne de glycérine. En France, la principale source d'huile pour l'EMHV est l'huile de colza, mais du tournesol est aussi utilisé.

## Utilisation comme carburant
Pour être utilisés comme biocarburant automobile, les EMHV doivent répondre à la norme EN 14214.
L'EMHV est utilisé sous deux formes en France :
- Une incorporation faible banalisée (de l'ordre de 7 % en volume) dans le gazole, conformément à l'arrêté du 23 décembre 1999 modifié relatif aux caractéristiques du gazole et du gazole grand froid.
- Une incorporation bien plus élevée (30 % en général), pour utilisation dans des flottes urbaines spécifiques autorisées par dérogation.

## Autres produits semblables
- ester méthylique d'huile animale (EMHA)[3]
- ester méthylique d'huile usagée (EMHU)[3]
- Ester méthylique d'acide gras (EMAG)[3] : le terme regroupant les esters méthyliques produits à partir d'huile végétale, animale et usagée.
- Ester éthylique d'huile végétale (EEHV) utilisant de l'éthanol au lieu du méthanol.